# 卡諾澤羅湖
卡諾澤羅湖是俄羅斯的湖泊，位於摩爾曼斯克州內，處於溫博澤羅湖和白海之間的溫巴河道上，海拔高度52米，長32公里、闊6公里，溫巴河的主要支流卡納河和穆納河流經卡諾澤羅湖注入溫巴河。